# Lucía Barausse
Lucía Barausse (n. Buenos Aires, Argentina, 1892 - íd, 1979) fue una actriz argentina de radio, teatro y cine. Sus comienzos fueron en la radio, donde logró una gran relevancia y prestigio. En 1934, participó en la LS4 Radio Porteña en el radioteatro Ronda Policial, protagonizada por Julio Bianquet, Carlos Gordillo y Nelly Lainez, con libretos del comisario Ramón Cortés Conde y el escritor Rafael García Ibañez. Con anterioridad había formado parte de la compañía teatral de Angelina Pagano en el Teatro Colón, destacándose su temporada de 1925.
Fue actriz de reparto. Su trabajo en cine se limitó a participaciones breves, especialmente en los años de 1940.
Amiga de Alfredo Alcón y Alberto Migré. Lucía Barausse forma parte de la historia artística argentina.

## Filmografía
- 1940: Pueblo chico, infierno grande
- 1940: El astro del tango
- 1942: Secuestro sensacional!!!
- 1942: La novela de un joven pobre
- 1942: Malambo
- 1943: El sillón y la gran duquesa
- 1943: Pasión imposible
- 1944: El fin de la noche
- 1944: Un muchacho de Buenos Aires
- 1945: Una mujer sin importancia
- 1945: Despertar a la vida
- 1949: Vidalita
- 1950: Cinco grandes y una chica
- 1951: Buenos Aires, mi tierra querida
- 1952: Sala de guardia
- 1952: El baldío
- 1954: El grito sagrado
- 1956: Después del silencio
- 1957: Una viuda difícil